# 马拉喀什体育场
马拉喀什体育场(阿拉伯语：‎)是一个位于摩洛哥马拉喀什的多功能体育场。

## 历史
2011年1月5日建成并投入使用，可容纳45,240名观众。 体育场成为摩洛哥球队KAC马拉喀什的新主场，并会举办2013年世界俱乐部杯和2014年国际田联洲际杯等比赛。